# Hermansverk/Leikanger
Hermansverk/Leikanger är en tätort i Sogndals kommun i Vestland fylke i västra Norge. Orten ligger vid riksväg 13 på norra sidan av Sognefjorden och består av de båda sammanväxta orterna Hermansverk och Leikanger.
Orten Hermansverk utgjorde tidigare både residensstad i dåvarande Sogn og Fjordane fylke såväl som centralort i dåvarande Leikangers kommun.